# Manfred Preußger
Manfred Preußger (Krásná Lípa, 10 luglio 1932) è un ex astista tedesco.

## Biografia
Partecipò a tre edizioni dei Giochi olimpici con la Squadra Unificata Tedesca. All'esordio, a Melbourne 1956, si qualificò per la finale che concluse all'ottavo posto. A Roma 1960 si presentò in qualità di primatista europeo (4,65 m) e con ambizioni di medaglia, ma fu sorprendentemente eliminato nelle qualificazioni con tre errori alla quota di 4,40 m. Partecipò infine all'edizione di Tokyo 1964 ancora nei panni di detentore del record europeo, migliorato nel frattempo fino a 5,15 m grazie all'adozione di aste in fibra di vetro. Concluse la gara al quarto posto con la stessa misura (5,00 m) dell'altro tedesco Klaus Lehnertz, ma con un errore in più.

## Palmarès
| Anno | Manifestazione  | Sede      | Evento           | Risultato   | Prestazione | Note  |
| ---- | --------------- | --------- | ---------------- | ----------- | ----------- | ----- |
| 1956 | Giochi olimpici | Melbourne | Salto con l'asta | 8º          | 4,25 m      | [ 1 ] |
| 1960 | Giochi olimpici | Roma      | Salto con l'asta | 14º (qual.) | 4,20 m      | [ 2 ] |
| 1964 | Giochi olimpici | Tokyo     | Salto con l'asta | 4º          | 5,00 m      | [ 3 ] |